# Лептогиум Гильденбранда
Лептогиум Гильденбранда (лат. Leptogium hildenbrandii)  — вид лишайников рода Лептогиум (Leptogium) семейства Коллемовые (Collemataceae).

## Описание
Таллом листоватый, округлый, до 10 см. в диаметре, складчато-морщинистый, матовый, темно-серый, коричнево-зелёный, снизу с длинными беловатыми ризинами. Лопасти широкие, с округлыми, цельными краями, отогнутыми назад. Апотеции многочисленные, круглые, диаметром до 2 мм.
Обитает на ветвях и стволах хвойных и широколиственных деревьев, в полосе прибрежной растительности на стволах лиственных деревьев, на замшелых скалах.

## Ареал
В России обитает на территории Дальнего Востока, Восточного Саяна, Прибайкалья. За рубежом встречается в Монголии, Китае, Армении, Великобритании, северной Франции.

## Охранный статус
Редкий вид. Занесён в Красные книги России, Краснодарского, Хабаровского, Приморского, краев, республик Адыгеи, Бурятии, Сахалинской, Еврейской автономной области, Амурской областей
Лимитирующими факторами исчезновения являются антропогенная деятельность и теплолюбивость вида.